# Dietwil
Dietwil (toponimo tedesco; informalmente anche Kleindietwil o Dietwil im Reusstal) è un comune svizzero di 1 324 abitanti del Canton Argovia, nel distretto di Muri.

## Monumenti e luoghi d'interesse

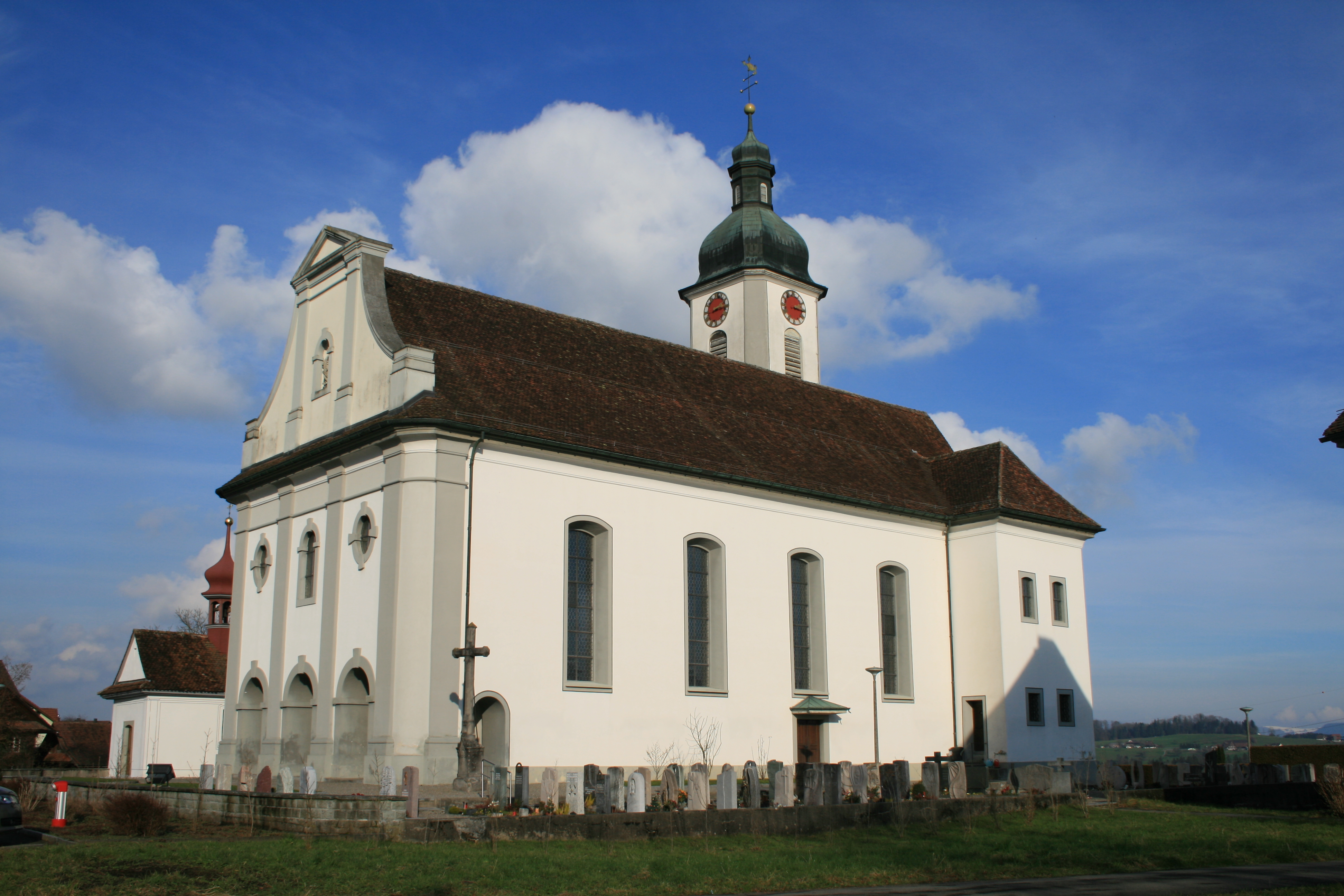
La chiesa cattolica di San Giacomo Maggiore

- Chiesa cattolica di San Giacomo Maggiore, eretta nel 1145 e ricostruita nel 1780[1].

## Società

### Evoluzione demografica
L'evoluzione demografica è riportata nella seguente tabella:
Abitanti censiti

## Amministrazione
Ogni famiglia originaria del luogo fa parte del cosiddetto comune patriziale e ha la responsabilità della manutenzione di ogni bene ricadente all'interno dei confini del comune.